# Veronica strictissima
Veronica strictissima är en grobladsväxtart som först beskrevs av Thomas Kirk och som fick sitt nu gällande namn av Philip John Garnock-Jones.
Veronica strictissima ingår i släktet veronikor och familjen grobladsväxter. Inga underarter finns listade i Catalogue of Life.